# De Hoop (Zierikzee)
De Hoop is een ronde stenen korenmolen met een op 12,30 m hoogte zittende stelling in de stad Zierikzee, in de Nederlandse provincie Zeeland. Het is de jongste van de twee resterende korenmolens van de stad. De molen ligt aan de Lange Nobelstraat, in het verlengde van de Nobelpoort. Een eerste houten molen op deze locatie werd in 1788 opgetrokken. In 1850 werd de molen door een stenen exemplaar vervangen. Na een brand in 1874 werd de molen opnieuw opgebouwd tot een slanke, bakstenen molen. De huidige molenaar is T. van der Bok.
Deze molen herbergt op de steenzolder drie windgedreven koppels maalstenen, waarvan er één 17der (150 cm doorsnee) blauwe molenstenen heeft en twee 17der kunststenen. Op de begane grond staan een elektrisch aangedreven walsenstoel, een elektrisch aangedreven maalstoel met 16der (140 cm doorsnee) blauwe molenstenen en een mengketel. De jakobsladder transporteert het graan naar de hoger gelegen zolders. Op de eerste zolder staan een snijwals, graanreiniger, borstelmachine, cycloon voor de kafafzuiging, filterinstallatie en kleine klopbuil voor het maken van bloem. Een zolder hoger staan een grote klopbuil en houten mengketel, die beide op windkracht kunnen werken.
De kap van de molen wordt gekruid (gedraaid) met een kruilier. De kap draait op ijzeren rollen in houten rollenwagens.
De uit 1888 stammende bovenas is van de fabrikant Penn & Bauduin uit Dordrecht en heeft het nummer 494.
De in 1981 gemaakte 23,50 m lange roeden zijn gelast en van het fabricaat Derckx. De buitenroede heeft het nummer 388 en de binnenroede 388. De buitenroede heeft Oud-Hollands hekwerk en de binnenroede fokwieken. Daarvoor waren er de in 1888 gestoken roeden.
De molen wordt gevangen (geremd) met een stutvang.
Voor het ophijsen en afschieten van het meel is er een sleepluiwerk, maar er is ook een jakobsladder aanwezig voor het transporteren van het graan.

## Overbrengingen
- De overbrengingsverhoudingen zijn 1 : 4,98 en 1: 5,75.
- Het bovenwiel heeft 59 kammen en de bovenschijfloop heeft 30 staven. De koningsspil draait hierdoor 1,97 keer sneller dan de bovenas. De steek, de afstand tussen de kammen, is 13 cm.
- Het spoorwiel heeft 76 kammen en de steenrondsels 30 of 26 staven. De steenrondsels draaien hierdoor 2,53 resp. 2,92 keer sneller dan de koningsspil en 4,98 resp. 5,75 keer sneller dan de bovenas. De steek is 9 cm.

### Eigenaren
- 1788 - 1828: Johannes Fitzner
- 1828 - 1861: Abraham Jacobus Koole
- 1861 - 1875: Jonkheer Raimond Schuurbeque Boeye
- 1875 - 1881: Jacobus Wagenaar
- 1881 - 1894: Jacoba Wagenaar
- 1894 - 1939: M. de Rijke Lzn.
- 1939 - 1970: A.M. de Rijke
- 1970 - 1977: J. Roggeband
- 1977 - heden: Gemeente Zierikzee, later opgegaan in Schouwen-Duiveland

## Fotogalerij

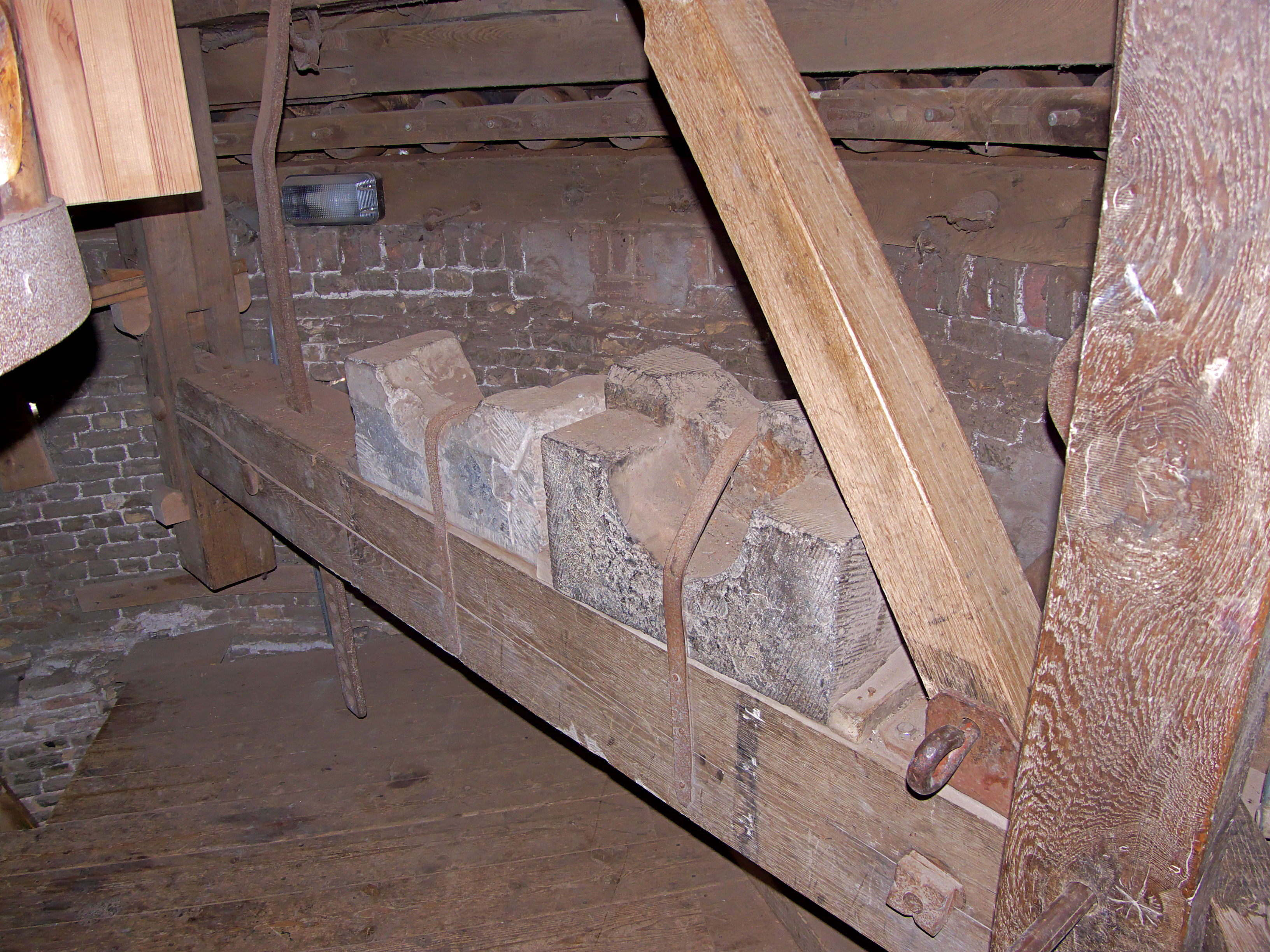
Verzwaarde vangbalk
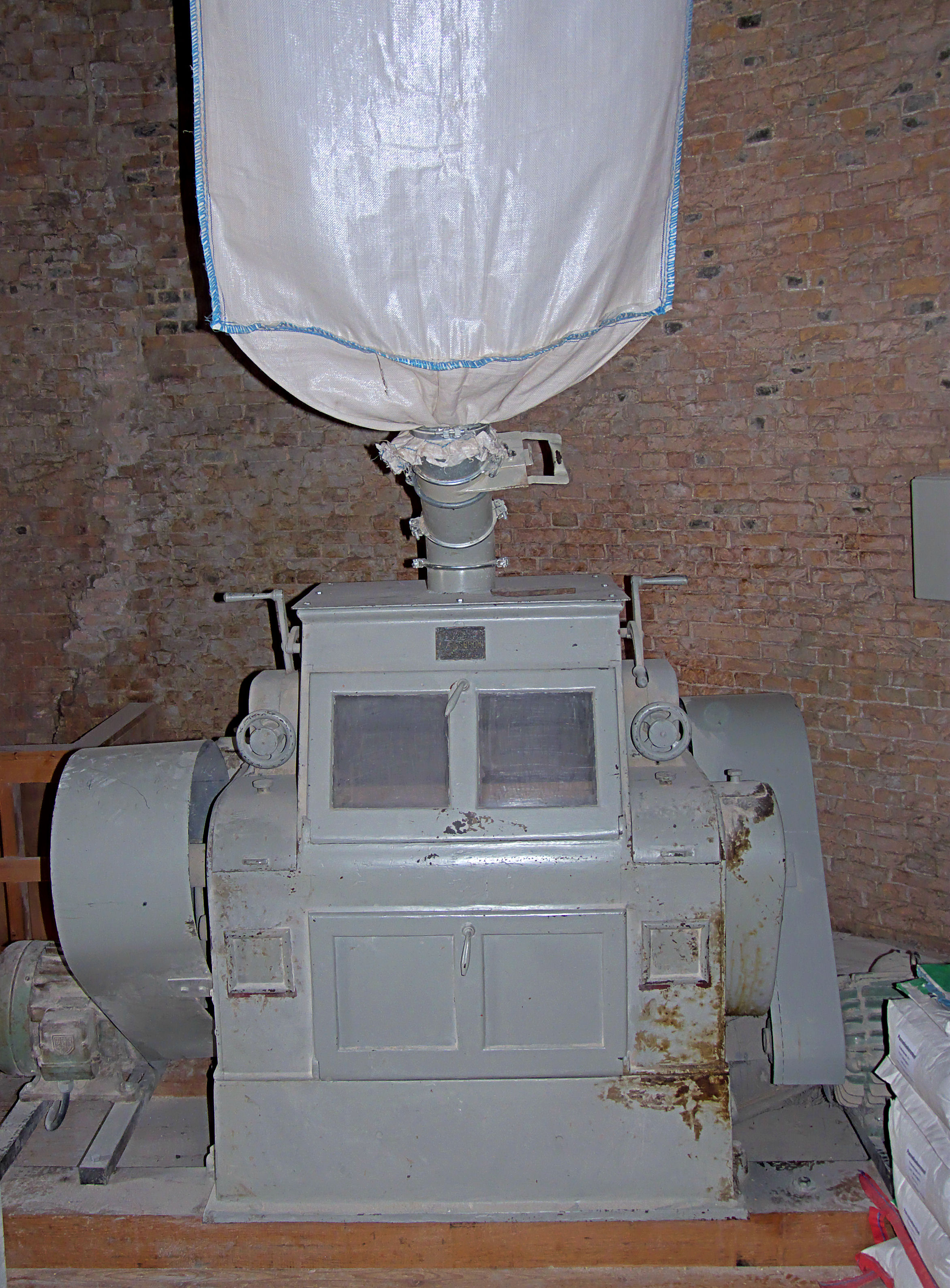
Snijwals
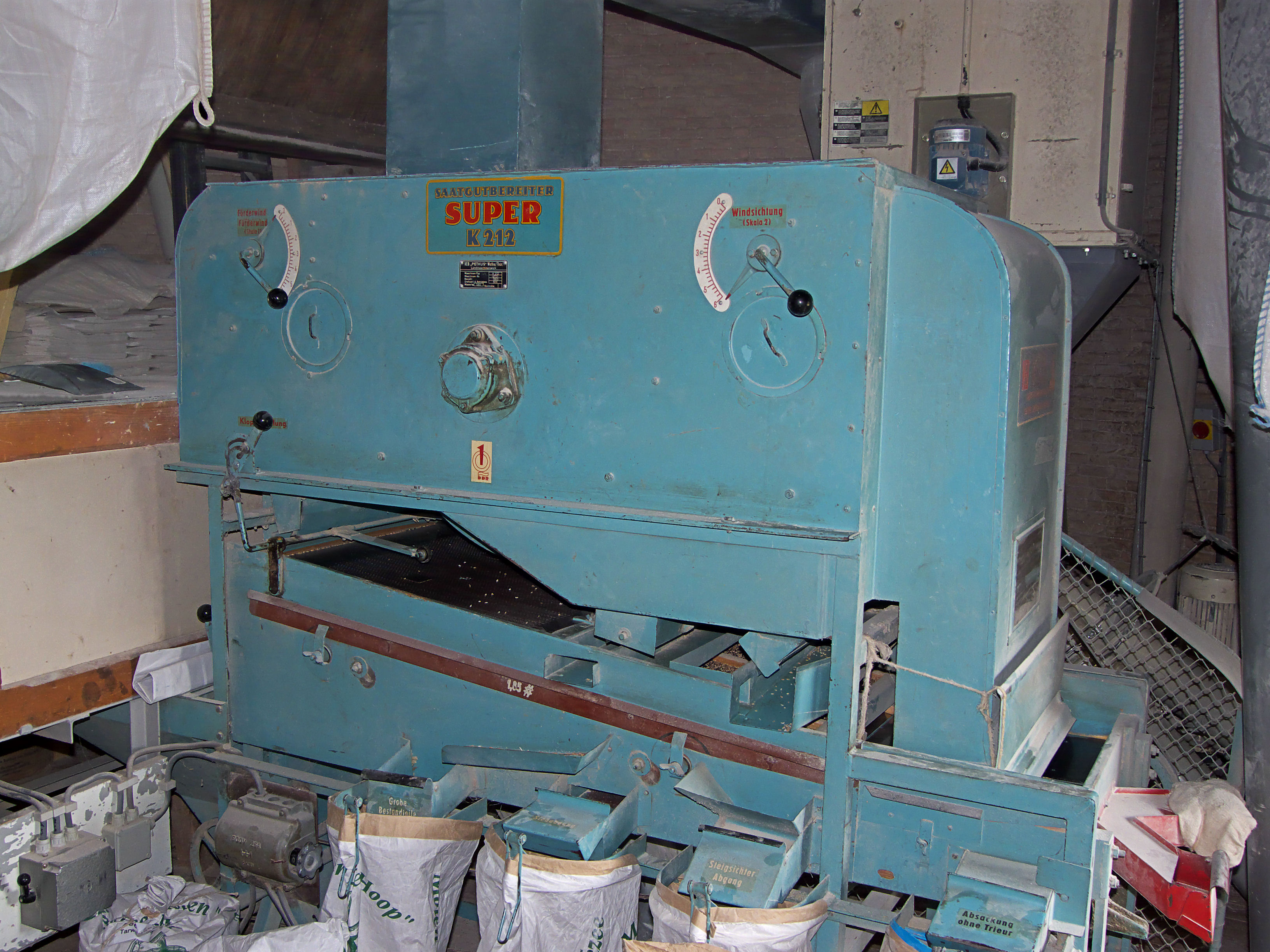
Graanreiniger
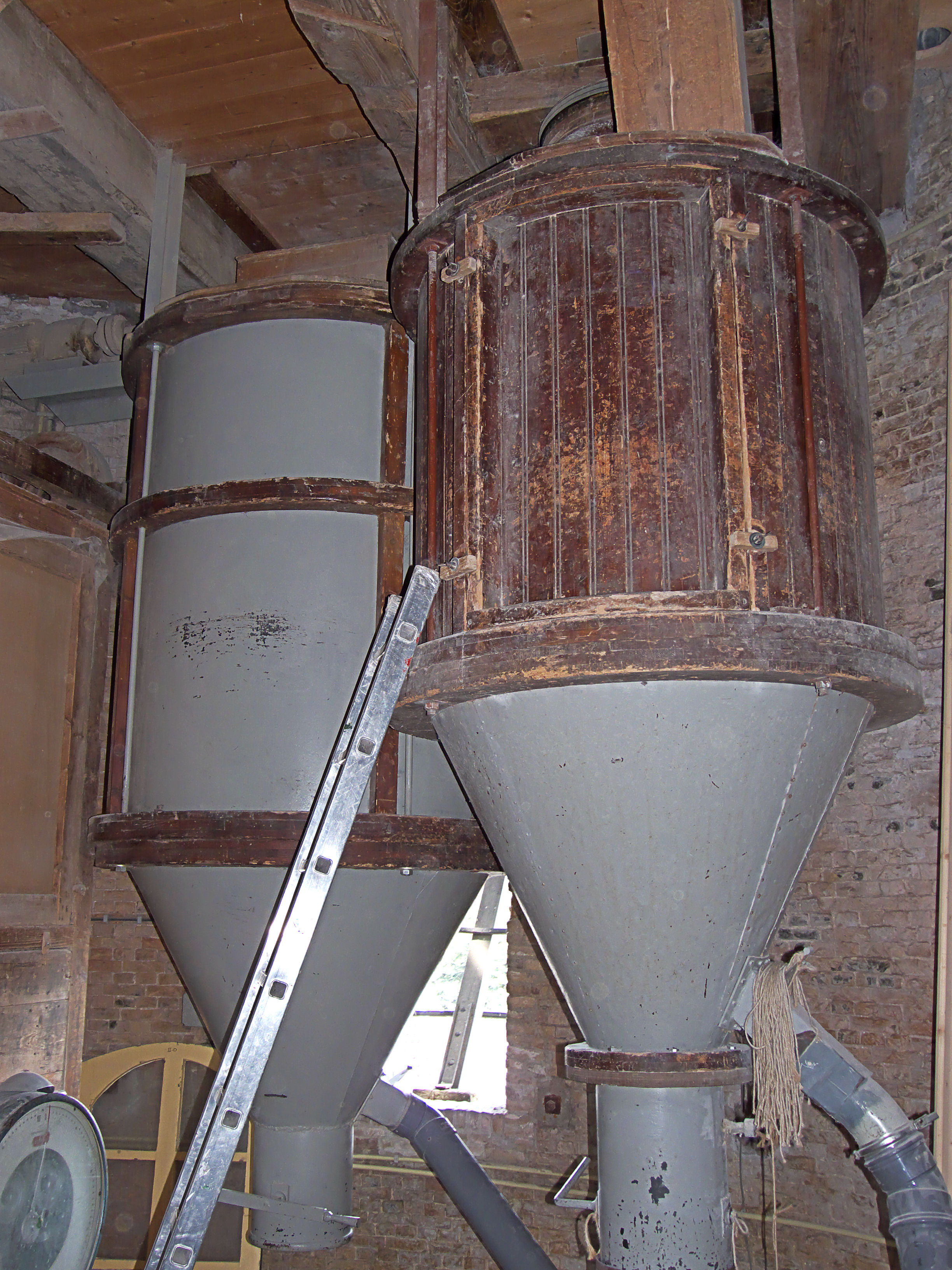
Houten mengketel
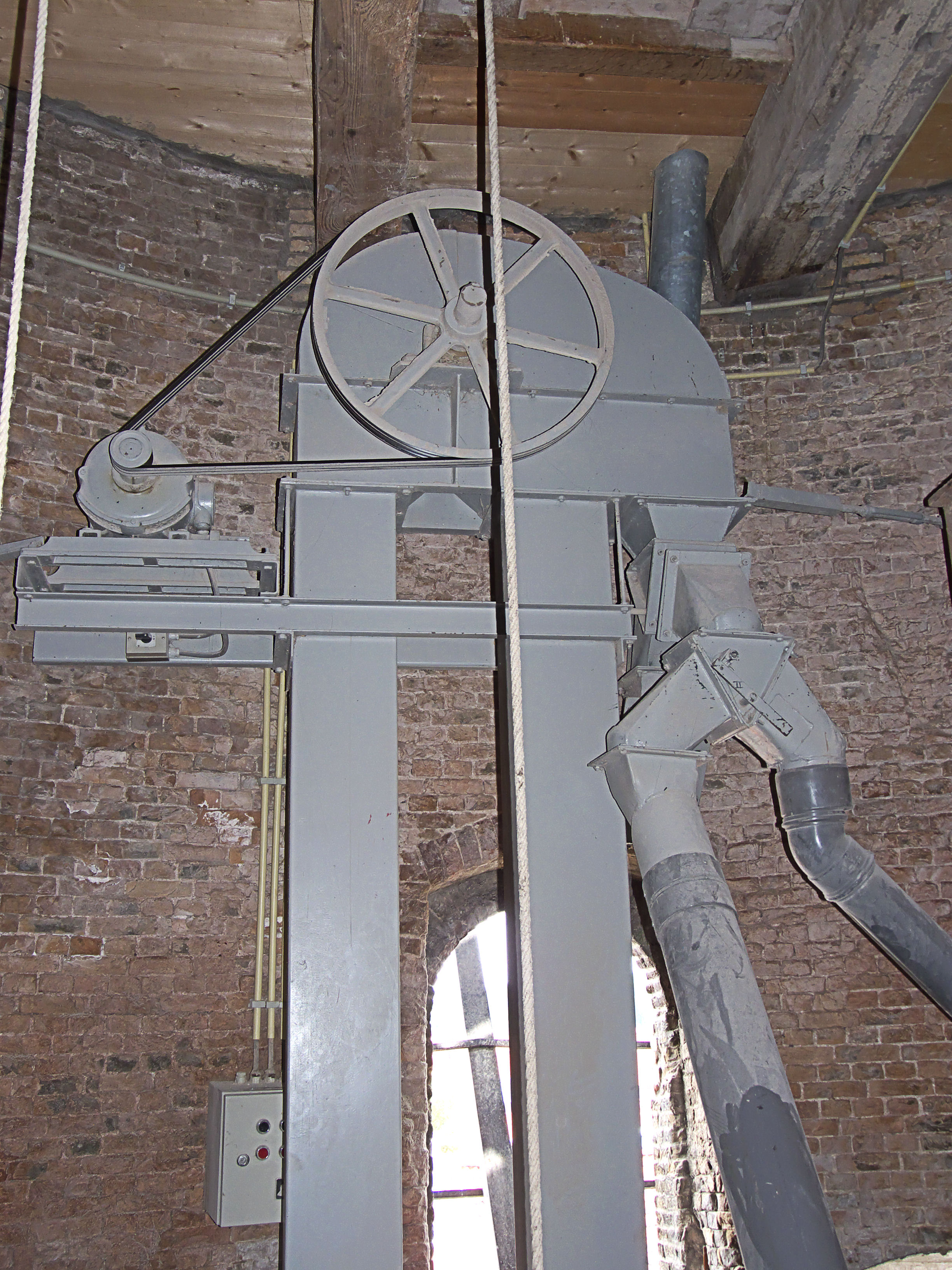
Jakobsladder
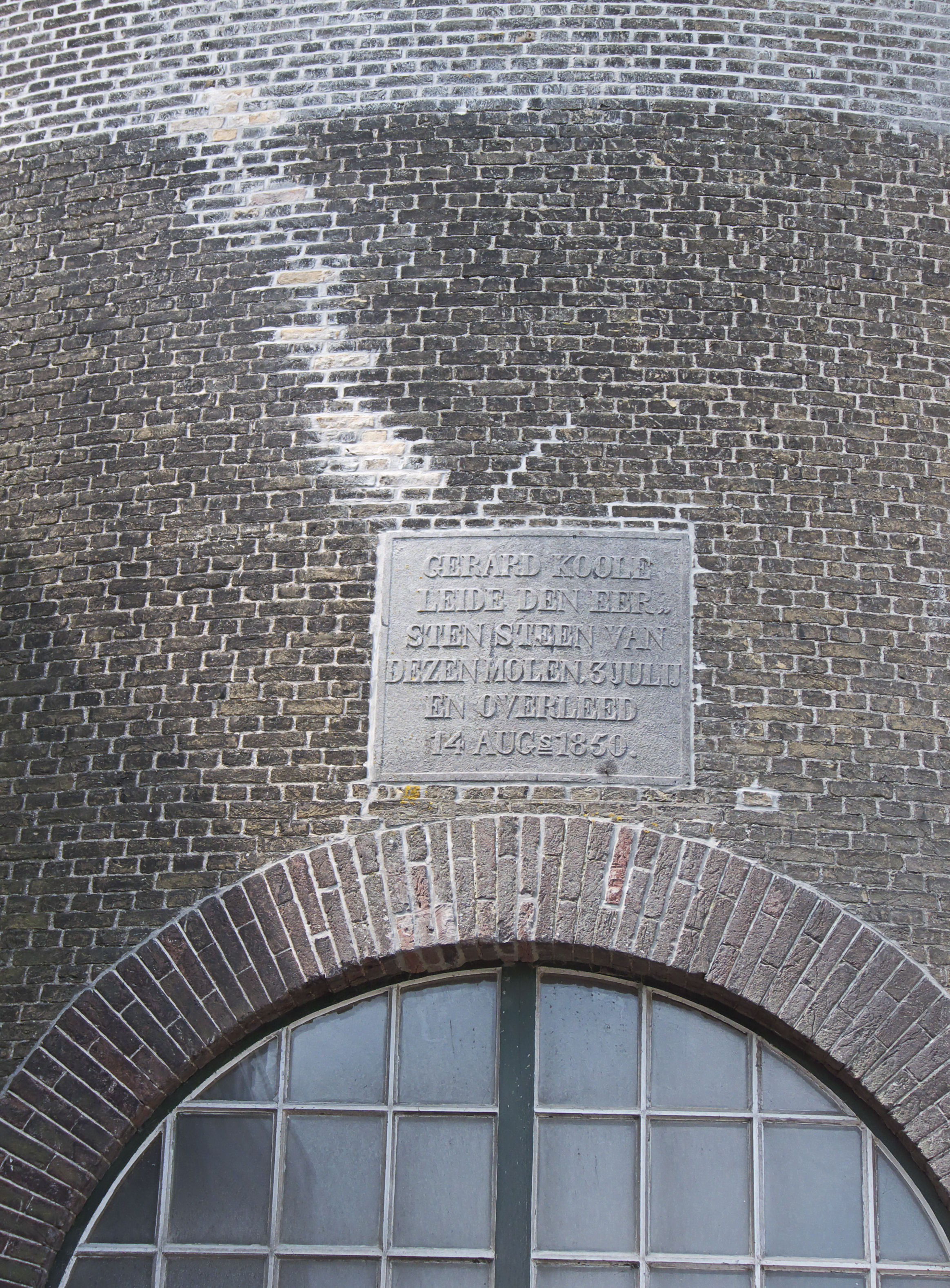
Gevelsteen